# Jonathan Bosuku
Jonathan Bosuku (født 26. oktober 1995 i Paris i Frankrig) er en fransk professionel MMA-udøver, der konkurrerer i mellemvægt-klassen. Han kæmper pt i den franske HFC-liga (Hard Fighting Championship), som han er ubesejret i.
Bosukku har vundet seks ud af sine sidste syv professionelle kampe. Han er mest kendt for at have besejret franske Julien da Silva to gange, hvor den første var på en enstemmig afgørelse i Cognac i Frankrig den 25. marts 2017 i og den anden var på knockout den i Basel i Schweitz 1. juli 2017. Udover dette har han besejret navne som Aymard Guih, Darren Hession, Gregory Beyon og Dimitri Soler.
Bosuku er på nuværende tidspunkt (maj, 2018) rangeret som nr. 58. på Europe Western-listen i mellemvægt-klassen på Tapology.

## MMA-karriere

### Amatørkarriere
Han voksede op i Pantin og begyndte her at interessere sig for kampsport og flyttede som 12-årig til Valenton for at træne Ju-jitsu og MMA. Han debuterede som amatør mod franske Soufiene Oudina, som han tabte til på en enstemmig afgørelse i Hainaut i Belgien, den 6. oktober 2012.

### Professionel karriere
Han fik sin professionelle MMA-debut ved 100% Fight 18 - VIP i Aubervilliers i Frankrig den 15. februar 2014, hvor han tabte via submission i 2. omgang mod franske Mohamed Cameche. Han mødte den senere UFC-kæmper, Mickael Lebout som han tabte til via submission i 1. omgang ved 100% Fight 22 - Supreme League Finals den 30. maj 2014 i Aubervilliers i Frankrig.